# Ядерна енергетика Польщі
У 2011 році ядерна енергетика в Польщі виробила 0% електроенергії, виробленої в країні, у Польщі на даний момент немає діючих комерційних реакторів, але будівництво першого реактора обговорюється.

## Історія
У 1980-х роках Польща мала чотири реактори ВВЕР-440, які будували на електростанції в Жарновці, у 1990 році їх скасували, а компоненти продали до Фінляндії та Угорщини. Проте станція залишалася важливою ланкою для забезпечення потужностей 1760 МВт, оскільки до неї вже було збудовано балансуючу ГАЕС. Також наприкінці 80-х років у польщі було заплановане будівництво потужніших станцій Варта, Куяви та Каролеве з реакторами ВВЕР-1000, які також були скасовані на стадії підготовчих робіт. Загалом планувалося будівництво 5 ядерних електростанцій.

## Майбутня ядерна програма
Початок програми польської атомної електрогенерації для зменшення викидів вуглекислого газу в атмосферу обговорюється вже кілька років, враховуючи, що майже вся національна електроенергія виробляється на вугільних електростанціях. У 2005 році уряд Польщі вирішив диверсифікувати джерела виробництва електроенергії, запустивши першу електростанцію у 2020 році; Техніко-економічне обґрунтування 2006 року показало, що 11,5 ГВт ядерної потужності було б чудовим доповненням для Польщі, але неможливим для досягнення в середньостроковій перспективі. Фактично очікується збільшення попиту на електроенергію, яке очікується у 2025 році приблизно на 90% порівняно з поточним рівнем, яке, якщо компенсувати вугіллям, призведе до значного забруднення повітря.
| Розташування | Бали  |
| ------------ | ----- |
| Жарновець    | 65.06 |
| Клемпич      | 59.09 |
| Копань       | 55.08 |
| Нове Място   | 55.03 |
| Белхатів     | 53.01 |
| Нешава       | 52.00 |
| Тчев         | 51.08 |
| Хочево       | 51.00 |
| Поланець     | 49.07 |
| Хотча        | 49.06 |

Державна електроенергетична компанія Polska Grupa Energetyczna (PGE) у січні 2009 року оголосила про план будівництва двох атомних електростанцій потужністю 3000 МВт кожна, однієї на півночі та однієї на сході Польщі, спочатку визначивши недобудовану АЕС у Жарновеці першим майданчиком, орієнтовна вартість проекту 2500-3000 € / кВт. Стратегія енергетичної безпеки, схвалена польським урядом у січні 2009 року, спрямована на будівництво двох станцій PGE, причому перша до 2020 року, і повинна володіти 51% проектів у рамках консорціуму з іноземними партнерами. Чотириступеневий регулятивний план включає нормативну базу 2010 року, майданчик, технологію та методи будівництва протягом 2011-13 років, технічні плани та роботи на майданчику 2014-15 років та будівництво 2016-20 років. Для фази вибору об’єктів було складено перелік різних місць, яким було присвоєно бали за різними факторами PGE, перелік, який згодом ставився на голосування для остаточного визначення об’єктів, а саме: Белхатув, Хочево, Хоча, Клепіч, Копань, Нешава, Нове Місто, Поланець, Тчев, Жарновець.
У листопаді 2009 року Франція та Польща підписали спільну декларацію про енергетику, навколишнє середовище та клімат; Франція допоможе Польщі у будівництві АЕС. Після цього PGE підписала угоду про співпрацю з EDF для дослідження з використанням технології EPR. У березні 2010 року вона підписала другу угоду про співпрацю з GE-Hitachi щодо постачання ядерних технологій, яка повинна привести Польщу до оснащення реакторами ABWR або ESBWR для своїх майбутніх станцій.
13 травня 2011 року, трохи більше ніж через два місяці після руйнівного землетрусу, який вразив Японію, і подальшої ядерної катастрофи, парламент Польщі значною більшістю голосів схвалив закон, який розпочинає будівництво перших у країні атомних електростанцій. У 2020 році Польща заснувала «Польську ядерну енергетичну програму», головною метою якої є початок будівництва перших реакторів до 2026 року, щоб перша атомна електростанція запрацювала між 2030 і 2040 роками.
У жовтні 2022 року Польща уклала угоду з Південною Кореєю про будівництво другої в країні атомної електростанції, прискорюючи свої зусилля в напрямку досягнення енергетичної незалежності після вторгнення Росії в Україну.
7 січня 2025 року уряд Польщі схвалив законопроєкт щодо фінансування будівництва першої в країні атомної електростанції.

## Реакторна інженерія
Від 2012 року в країні велися роботи щодо розробки вітчизняного реактора HTGR-POLA проект якого був представлений у 2023 році.

## Виробництво палива
Зараз Польща не є виробником урану, хоча була виробником у минулому, із загальним видобутком приблизно 650 т металу. Згідно з «Червоною книгою» 2007 року в країні немає відомих запасів урану.

## Дослідні установки
Єдиний працюючий ядерний реактор у Польщі — дослідницький реактор «Марія» в Національному центрі ядерних досліджень, побудований за соціалістичної Польщі в 1974 році, — розташований у місті Отвоцьк, за півгодини їзди від Варшави.

### Експериментальні реактори
- Реактор EWA - перший експериментальний ядерний реактор у Польщі, запущений в Інституті ядерних досліджень (нині Національний центр ядерних досліджень) у Свірку, нині район Отвоцька (14 червня 1958 року, тип: WWR-S, з потужністю 2 МВт, реактор був модернізований в 1963 і 1967 роках, в результаті чого його потужність зросла до 4 МВт і 10 МВт (вимкнено в лютому 1995 р. через брак урану, увімкнено знову у квітні, після того, як паливо було імпортовано з Росії), наразі вимкнено та демонтовано.
- Реактор Марія – запущений у грудні 1974 року, теплова потужність 30 МВт. Він розташований на території NCBJ у Свірку. Це перший реактор польського виробництва. В даний час використовується в експериментальних цілях і для виробництва радіофармацевтичних препаратів.
- Анна - третій за потужністю польський атомний реактор графітово-водяної конструкції потужністю 10 кВт, запущений у 1963 році в Інституті ядерних досліджень у Свірку. У період досліджень з швидкими нейтронами вона називалася P-Anna, Швидка Анна – закрита.
- P-Anna (модифікація реактора Anna, перший і єдиний польський швидкий реактор) – закрито.
- Agata – реактор потужністю 10 Вт, запущений у 1973 році в Інституті ядерних досліджень у Свірку – закритий (вимкнений у 1980-х)
- Maryla – реактор потужністю 100 Вт (макс. 250 Вт), запущений у 1963 році в Інституті ядерних досліджень у Свірку – закрито. Багато разів змінено, включно з конвертацією
- UR-100 (Wanda) (тільки для критичного досвіду) – створений і випробуваний в Інституті ядерних досліджень у Свірку після транспортування до Науково-технічного університету AGH. Станіслава Сташича в Кракові в 1985 році, ніколи не відкривався - закритий.

## Перелік реакторів
| Назва                   | Блок №. | Реактор | Реактор       | Статус       | Чиста потужність (MW) | Початок будівництва | Комерційне використання | Закриття       |
| Назва                   | Блок №. | Тип     | Модель        | Статус       | Чиста потужність (MW) | Початок будівництва | Комерційне використання | Закриття       |
| ----------------------- | ------- | ------- | ------------- | ------------ | --------------------- | ------------------- | ----------------------- | -------------- |
| Жарновець               | 1       | PWR     | ВВЕР-440      | Незавершений | 440                   | 31 березня 1982     |                         | 4 вересня 1990 |
| Жарновець               | 2       | PWR     | ВВЕР-440      | Незавершений | 440                   | 31 березня 1982     |                         | 4 вересня 1990 |
| Жарновець               | 3       | PWR     | ВВЕР-440      | Не будувався | 440                   |                     |                         | 4 вересня 1990 |
| Жарновець               | 4       | PWR     | ВВЕР-440      | Не будувався | 440                   |                     |                         | 4 вересня 1990 |
| Варта                   | 1       | PWR     | ВВЕР-1000/320 | Незавершений | 1000                  |                     | (1994)                  | 22 квітня 1989 |
| Варта                   | 2       | PWR     | ВВЕР-1000/320 | Незавершений | 1000                  |                     | (1996)                  | 22 квітня 1989 |
| Варта                   | 3       | PWR     | ВВЕР-1000/320 | Не будувався | 1000                  |                     | (1998)                  | 22 квітня 1989 |
| Варта                   | 4       | PWR     | ВВЕР-1000/320 | Не будувався | 1000                  |                     | (2000)                  | 22 квітня 1989 |
| Куяви                   | 1       | PWR     | ВВЕР-1000/320 | Не будувався | 1000                  |                     | (1991)                  | 22 квітня 1989 |
| Куяви                   | 2       | PWR     | ВВЕР-1000/320 | Не будувався | 1000                  |                     |                         | 22 квітня 1989 |
| Куяви                   | 3       | PWR     | ВВЕР-1000/320 | Не будувався | 1000                  |                     |                         | 22 квітня 1989 |
| Куяви                   | 4       | PWR     | ВВЕР-1000/320 | Не будувався | 1000                  | (1990)              | (2000)                  | 22 квітня 1989 |
| Любятове-Копаліне       | 1       | PWR     | AP1000        | Заплановано  | 1250                  | (2026)              | (2033)                  |                |
| Любятове-Копаліне       | 2       | PWR     | AP1000        | Заплановано  | 1250                  |                     | (2035-2036)             |                |
| Любятове-Копаліне       | 3       | PWR     | AP1000        | Заплановано  | 1250                  |                     | (2037-2039)             |                |
| Патнов                  | 1       | PWR     | APR-1400      | Заплановано  | 1340                  |                     |                         |                |
| Патнов                  | 2       | PWR     | APR-1400      | Заплановано  | 1340                  |                     |                         |                |
| Патнов                  | 3       | PWR     | APR-1400      | Заплановано  | 1340                  |                     |                         |                |
| Синтос Освенцим         | 1       | SMR     | GE Hitachi    | Заплановано  | 1500                  |                     | (2027)                  |                |
| Влоцлавек               | 1       | BWR     | BWRX-300      | Заплановано  | 300                   |                     | (2030)                  |                |
| Остроленка              | 1       | BWR     | BWRX-300      | Заплановано  | 300                   |                     | (2030)                  |                |
| Варшава                 | 1       | BWR     | BWRX-300      | Заплановано  | 300                   |                     | (2030)                  |                |
| Тарнобжег/Стальова Воля | 1       | BWR     | BWRX-300      | Заплановано  | 300                   |                     | (2030)                  |                |
| Домброва-Гурнича        | 1       | BWR     | BWRX-300      | Заплановано  | 300                   |                     | (2030)                  |                |
| Стави-Моновські         | 1       | BWR     | BWRX-300      | Заплановано  | 300                   |                     | (2030)                  |                |
| Краків                  | 1       | BWR     | BWRX-300      | Заплановано  | 300                   |                     | (2030)                  |                |